# Mushistonita
La mushistonita és un mineral de la classe dels òxids que pertany al subgrup de la schoenfliesita. Rep el seu nom en honor del lloc on va ser descoberta: el dipòsit Mushiston (Província de Sughd, Tadjikistan).

## Característiques
La mushistonita és un hidròxid de coure i estany de fórmula química Cu²⁺Sn⁴⁺(OH)₆. Cristal·litza en el sistema cúbic en forma d'agregats terrosos de gra fi. La seva duresa a l'escala de Mohs és de 4 a 4,5.
Segons la classificació de Nickel-Strunz, la mushistonita pertany a «04.FC: Hidròxids (sense V o U), amb OH, sense H₂O; octaedres que comparetixen angles» juntament amb els següents minerals: bernalita, dzhalindita, söhngeïta, burtita, natanita, schoenfliesita, vismirnovita, wickmanita, jeanbandyita, mopungita, stottita, tetrawickmanita, ferronigerita-2N1S, magnesionigerita-6N6S, magnesionigerita-2N1S, ferronigerita-6N6S, zinconigerita-2N1S, zinconigerita-6N6S, magnesiotaaffeïta-6N'3S i magnesiotaaffeïta-2N'2S.

## Formació i jaciments
La mushistonita va ser descoberta a la zona rovellada d'un dipòsit d'estany, en substitució de l'estannita. També se n'han trobat jaciments a Austràlia, els Estats Units, Itàlia, Polònia, Rússia i la Xina.
Sol trobar-se associada a altres minerals com: stannita, calcopirita, esfalerita, galena, cassiterita, pseudomalaquita i quars.